# اندیس مصلح آباد
مصلح آباد یک اندیس مصالح ساختمانی است که در حوالی شهر شهررضا استان اصفهان قرار دارد و مادهٔ معدنی موجود در آن، سنگ لاشه آهکی است.  